# George Mkuchika

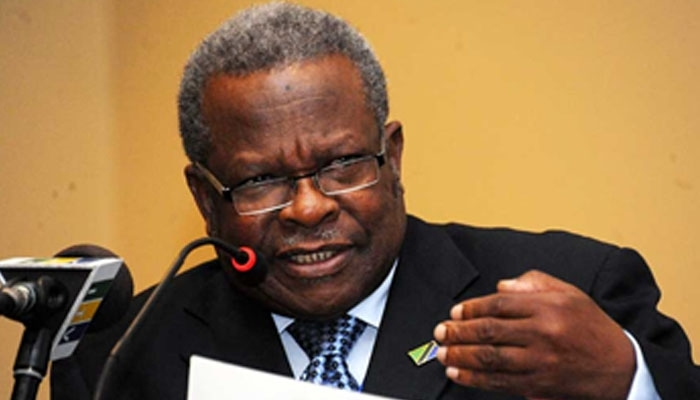
George Mkuchika

George Huruma Mkuchika (* 6. Oktober 1948) ist ein tansanischer Politiker. Er ist Mitglied der Partei Chama Cha Mapinduzi (CCM), Parlamentsmitglied und Minister.

## Leben

### Ausbildung
George Mkuchika besuchte die Volksschule in Nambunga im Distrikt Newala TC, anschließend in Mnyamba im Distrikt Rombo, nördlich des Kilimandscharo. Von 1964 bis 1967 war er am St. Joseph College in Chidya und an der Ilboru High School in Arusha. Von 1970 bis 1973 studierte er an der Universität Daressalam und schloss seine Ausbildung mit dem Titel Bachelor of Arts ab.

### Beruf
Von 1973 bis 1978 arbeitete er als Sekretär der Partei Chama Cha Mapinduzi, von 1978 bis 1979 war er Kompaniekommandant bei den Streitkräften Tansanias.

## Politik
George Mkuchika trat 1973 der Partei Chama Cha Mapinduzi bei, 1979 wurde er deren Geschäftsführer im Distrikt, 1981 in der Region. Von 2002 bis 2017 war er Mitglied des Nationalen Exekutivkomitees der Partei. Seit 2005 ist Georg Mkuchika Parlamentsmitglied. Im Jahr 2017 berief in John Magufuli als Minister ins Büro des Präsidenten, verantwortlich für die Verwaltung des öffentlichen Dienstes und gute Regierungsführung. seit 2021 ist er Minister ohne Portfolio.